# Foster (Nebraska)
Foster je selo u američkoj saveznoj državi Nebraska. Prema popisu stanovništva iz 2010. u njemu je živjelo 51 stanovnika.